# Marnheim
Marnheim település Németországban, Rajna-vidék-Pfalz tartományban. Lakosainak száma 1803 fő (2023. december 31.).

## Népesség
A település népességének változása:
| Lakosok száma | 1532 | 1618 | 1671 | 1679 | 1710 | 1754 | 1803 |
|               | 1975 | 2010 | 2017 | 2019 | 2021 | 2022 | 2023 |